# Taruga eques
Espèce
Synonymes
- Polypedates eques Günther, 1858

Statut de conservation UICN

 EN  : En danger
Taruga eques est une espèce d'amphibiens de la famille des Rhacophoridae.

## Répartition
Cette espèce est endémique du Sri Lanka. Elle se rencontre dans le massif Central entre 1 200 et 2 135 m d'altitude,.

## Description
L'holotype de Taruga eques mesure 41 mm. Cette espèce a la face dorsale et grisâtre avec une grande tache noire se rétrécissant au niveau des épaules. Sa face ventrale est uniformément jaunâtre.

## Publications originales
- Günther, 1858 : Catalogue of the Batrachia Salientia in the collection of the British Museum (texte intégral).
- Günther, 1858 : Neue Batrachier in der Sammlung des Britischen Museums. Archiv für Naturgeschichte, vol. 24, no 1, p. 319-328 (texte intégral).